# Matty
Matty es un pueblo ubicado en el distrito de Siklós, en el condado de Baranya, Hungría.

## Superficie
Posee una superficie de 16,90 kilómetros cuadrados.

## Demografía
Hasta 2019 la población era de 298 habitantes, con una densidad de población de 17,63 habitantes por kilómetro cuadrado.